# Selma Meyer (Widerstandskämpferin)

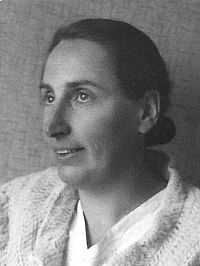
Selma Meyer ca.(1922)

Sara Cato „Selma“ Meyer (auch Meijer) (geboren: 6. Juli 1890 in Amsterdam; gestorben: 11. Februar 1941 in Berlin) war eine jüdische niederländische Widerstandskämpferin, Feministin und Pazifistin.

## Leben
Selma Meyer wurde als Sara Cato Meyer in einer jüdischen Familie in Amsterdam geboren. Ihr Vater war Moritz Meyer (1865–1906) und ihre Mutter Sophie Meyer-Philips (1868–1955). Sophie Meyer-Philips war eine Nichte und Cousine der Gründer von Philips & Co. Nach der Grundschule besuchte Meyer die Handelsschule und arbeitete ab 1908 zehn Jahre als Stenotypistin. Im Jahr 1923 übernahm sie zusammen mit ihrer damaligen Lebensgefährtin Annette Monasch das Holland Typing Office (HTO). Dabei handelte es sich um ein Schreibbüro, das als eine der ersten Zeitarbeitsfirmen in den Niederlanden Stenographinnen entsandte sowie Schreibmaschinen verkaufte.

## Widerstandskämpferin
Im Jahr 1923 war Meyer Mitglied und Sekretärin der pazifistischen Frauenliga, dem niederländischen Zweig der Women’s International League for Peace and Freedom. Zu jener Zeit war Cornelia Ramondt-Hirschmann Präsidentin der Organisation. Meyer war Mitglied mehrerer Ausschüsse: für deutsche Flüchtlinge; für die Opfer des spanischen Bürgerkrieges und zur Unterstützung des Widerstands in Deutschland. Sie war Erstunterzeichnerin eines Aufrufs zur Solidarität mit den Angeklagten der Wuppertaler Gewerkschaftsprozesse und Mitgründerin des Weihnachten 1935 einberufenen Centraal Comité Wuppertal Proces. Von 1930 bis 1936 war sie Mitglied der niederländischen Partei SDAP.
Sie gehörte im Herbst 1932 zu den Gründern des Nationalen Friedenszentrums (NVC). Am 13. August 1936 nahm sie an einer internationalen Konferenz zur Unterstützung des republikanischen Spaniens in Paris teil. Außer ihr nahmen der CPN-Vorsitzende Ko Beuzemaker und der Eisenbahngewerkschafter Nathan Nathans teil. Im Jahr 1937 lernte sie Hans Ebeling kennen. Im Laufe der Zeit entstand eine tiefe Freundschaft zwischen den beiden. Selma Meyer und das HTO spielten eine Schlüsselrolle bei der Veröffentlichung der Widerstandszeitschrift Die Kameradschaft, Schriften junger Deutscher, herausgegeben von Hans Ebeling und Theo Hespers. Sie unterstützte die Redaktion sowohl personell als auch finanziell, außerdem stellte sie ihre Büroräume für Arbeiten an der Zeitschrift zur Verfügung. Sie führte das Holland Typing Office und nutzte es für ihre Aktivitäten. Das Holland Typing Office beschäftigte vornehmlich Frauen. Die Zeitschrift Kameradschaft wurde hier konfektioniert und für den Versand nach Deutschland vorbereitet.
Gegen Ende 1939 wurde sie von der Abwehr Wilhelmshaven auf die Sonderfahndungsliste gesetzt. Dabei handelte es sich um eine Liste von Personen, die nach einer deutschen Invasion inhaftiert und vernommen werden sollten.
Im April 1940 wurde Meyer schwer krank. Beim deutschen Überfall auf die Niederlande am 10. Mai 1940 war sie bereits nach Zeeland abgereist, um sich dort zu erholen. Von dort floh sie nach Frankreich. Sie kehrte jedoch aus Sorge um ihre Mutter und ihre Mitarbeiter zurück nach Amsterdam und schloss sich dem niederländischen Widerstand an. Am 26. Oktober 1940 wurde sie verhaftet. Nach ihrer Vernehmung im Gefängnis in Den Haag wurde Meyer Mitte November nach Berlin transportiert und im dortigen Polizeigefängnis Moabit verhört. Im Januar 1941 wurde sie nach Gestapoverhören im Jüdischen Krankenhaus der Gemeinde zu Berlin eingeliefert und wegen einer Peritonitis operiert. 
Sie starb im Alter von fünfzig Jahren an den Komplikationen der Operation. Laut Aussage einer Mitgefangenen starb sie an den Folgen von Misshandlungen durch die Gestapo.
Selma Meyer wurde in einem anonymen Grab auf dem Jüdischen Friedhof Berlin-Weißensee beigesetzt. Eine spätere Beisetzung auf dem niederländischen Ehrenfriedhof Bloemendaal kam nicht zustande, da dies von ihrer Familie abgelehnt wurde.

## Trivia
Yella Rottländers Großvater (Justus Meyer) ist Selma Meyers Bruder.